# Władysław Ostaszewski (powstaniec)
Władysław Ostaszewski (ur. 2 marca 1827 w Brzozowo Nowe, zm. 13 maja 1863 Kietlanka) – inżynier, dowódca oddziału w powstaniu styczniowym.

## Życiorys

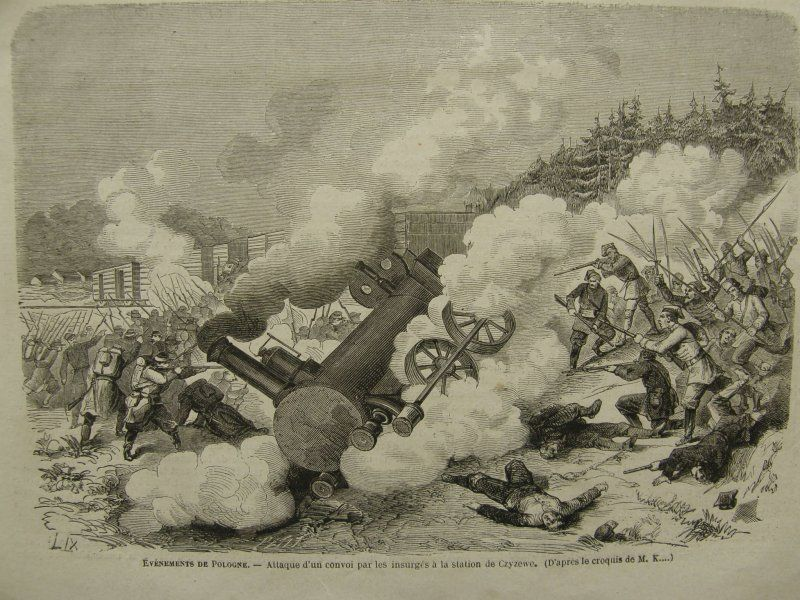
Bitwa pod Kietlanką

Władysław Ostaszewski (kamea portretowa z ok. 1870)

Urodził się 2 marca 1827 w miejscowości Brzozowo Nowe jako syn Wiktora Ostaszewskiego i Scholastyki Katarzyny z Klickich.
Jego ojciec, pochodzący z rodziny szlacheckiej, był dzierżawnym posesorem dóbr Brzozowo Nowe; miał dom w Warszawie. Matka była związana z kręgiem Entuzjastek, pierwszą polską grupą feministyczną, działającą w Warszawie w latach 1830–1850 i dążącą do samorealizacji kobiet i zwiększenia ich aktywności w życiu publicznym. Utrzymywała związki z działaczami Organizacji 1848, którym przywoziła z Krakowa zakazane wydawnictwa. Jej warszawskie mieszkanie na ulicy Ogrodowej, następnie na Żelaznej, a wreszcie na Marszałkowskiej, było przez wiele miejscem spotkań młodzieży spiskowej i ośrodkiem konspiracji niepodległościowej. W 1850 znalazła się pod dozorem policyjnym. Komisja Śledcza w Warszawie, powołana przez rosyjskie władze zaborcze do tropienia przestępstw politycznych w Królestwie Polskim, nakazała w 1851 roztoczyć nad nią ścisły nadzór policyjny. Jej bratem stryjecznym był Stanisław Klicki (1775-1847), generał dywizji Królestwa Polskiego. 
Władysław Ostaszewski był pomocnikiem przy głównym mechaniku powstającej Warszawsko-Wiedeńskiej Drogi Żelaznej, pierwszej linii kolejowej na ziemiach Królestwa. Był działaczem niepodległościowej Organizacji 1848. W obawie przed aresztowaniem przez władze rosyjskie zbiegł za granicę. Wziął udział w powstaniu węgierskim (1848–1849). Komisja Śledcza w Warszawie nakazała w 1851, by w wypadku jego pojawienia się w Królestwie Polskim aresztować go i przywieźć do Cytadeli warszawskiej, więzienia śledczego i miejsca straceń polskich działaczy niepodległościowych. Przebywał następnie w Krakowie, a potem we Lwowie. W 1858 uzyskał zgodę na powrót do Królestwa Polskiego, wydaną zapewne ze względu na jego kwalifikacje inżynierskie, przydatne w budowie linii Kolei Warszawsko-Petersburskiej. Wraz z żoną, Karoliną z Przetockich, zamieszkał w Mianówku, w pobliżu budowanej kolei. Po oddaniu w 1862 roku Kolei Warszawsko-Petersburskiej do użytku, zamieszkał w Warszawie, przy ulicy Nowy Świat.
Wziął udział w powstaniu styczniowym 1863 roku jako porucznik, następnie kapitan, dowódca batalionu strzelców w oddziale Ignacego Mystkowskiego. Wyróżnił się w starciu z wojskami rosyjskimi pod Stokiem, gdzie dowodził częścią oddziału Mystkowskiego. 
Poległ 13 maja 1863 w starciu z wojskami rosyjskimi pod Kietlanką. Został pochowany w Zarębach Kościelnych, lub w Czyżewie
W Muzeum Wojska Polskiego znajduje się jego kamea portretowa, wykonana w muszli na podstawie fotografii w zbiorach Polskiej Akademii Umiejętności.